# Bill Prady

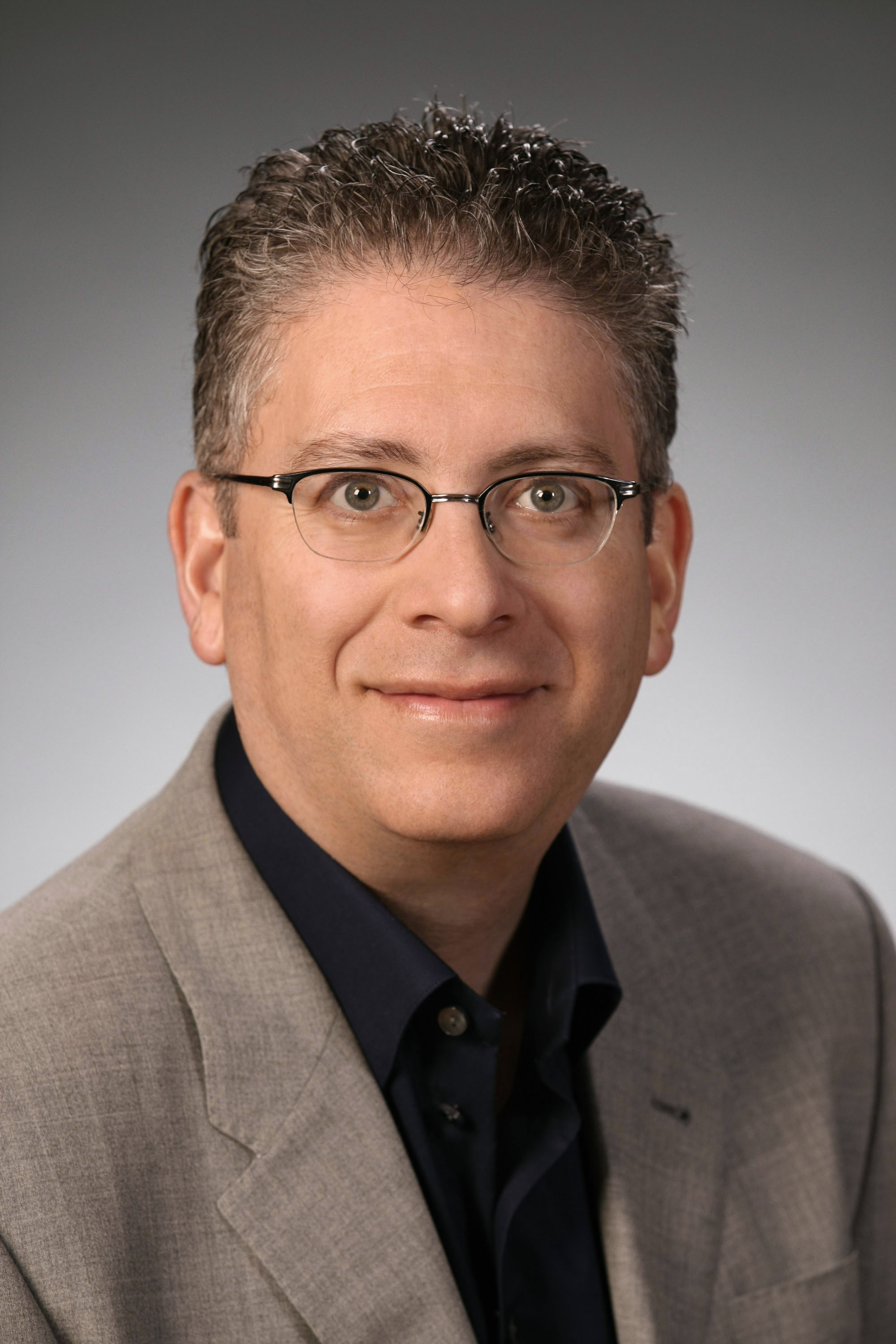
Bill Prady

Bill Prady (n. 7 iunie 1960) este un scriitor și producător de sitcomuri și alte programe de televiziune incluzând Married With Children, Dream On, Star Trek: Voyager, Dharma & Greg și The Gilmore Girls.

## Biografie
Și-a început cariera de scriitor lucrând pentru Jim Henson la Muppets. În prezent este producătorul executiv și co-creatorul sitcom-ului Teoria Big Bang. În 2003 el a candidat pentru postul de guvernator al Californiei. A absolvit Cranbrook Schools dinn Bloomfield Hills, Michigan.  În 1991, Prady a fost nominalizat pentru un premiu Emmy pentru co-scrierea tributului post-mortem dedicat lui Jim Henson numit "The Muppets Celebrate Jim Henson."